# Inella
Inella is een geslacht van slakken uit de familie van de Triphoridae. De wetenschappelijke naam van het geslacht is voor het eerst geldig gepubliceerd in 1879 door Bayle.

## Soorten
De volgende soorten zijn bij het geslacht ingedeeld:
- Inella acicula Laseron, 1958
- Inella aculeata Kosuge, 1962
- † Inella aoteaensis (P. Marshall & R. Murdoch, 1920)
- Inella apexbilirata Rolán & Fernández-Garcés, 2008
- Inella asperrima (Hinds, 1843)
- Inella blainvilli Jousseaume, 1884
- Inella carinata B. A. Marshall, 1983
- Inella chrysalis Kosuge, 1963
- Inella colon (Dall, 1881)
- Inella differens Rolán & Lee, 2008
- Inella faberi Rolán & Fernández-Garcés, 2008
- Inella gemmulata (A. Adams & Reeve, 1850)
- Inella gigas (Hinds, 1843)
- Inella harryleei Rolán & Fernández-Garcés, 2008
- Inella ile Jousseaume, 1898
- Inella intercalaris B. A. Marshall, 1983
- Inella intermedia (Dall, 1881)
- Inella japonica Kuroda & Habe, 1963
- Inella kimblae B. A. Marshall, 1983
- Inella lanceolata Kosuge, 1962
- Inella longissima (Dall, 1881)
- Inella mariei Jousseaume, 1884
- Inella micans (Hinds, 1843)
- Inella multitecta Kosuge, 1962
- Inella noduloides Rolán & Fernández-Garcés, 2008
- Inella numerosa Jousseaume, 1898
- Inella obliqua (May, 1915)
- Inella obtusa B. A. Marshall, 1983
- Inella perimensis Jousseaume, 1898
- Inella pinarena Espinosa, Ortea & Fernández-Garcés, 2007
- Inella planaria Kosuge, 1974
- Inella pseudolongissima Rolán & Fernández-Garcés, 2008
- Inella pseudotorticula Rolán & Lee, 2008
- Inella rossiteri Jousseaume, 1884
- Inella ryosukei (Kosuge, 1963)
- Inella sagamiensis (Kuroda & Habe, 1971)
- Inella sarissa (Dall, 1889)
- Inella sculpta (Hinds, 1843)
- Inella slapcinskyi Rolán & Fernández-Garcés, 2008
- Inella spicula Kosuge, 1962
- Inella spina (Verco, 1909)
- Inella triserialis (Dall, 1881)
- Inella undebermuda Rolán & Lee, 2008[1]
- Inella unicornium Simone, 2006
- Inella verluysi (Schepman, 1909)
- Inella verrucosa (A. Adams & Reeve, 1850)
- Inella vittata (Hinds, 1843)
- † Inella zeattenuata Beu, 1970
- † Inella zespina (Laws, 1939)

### Synoniemen
- Inella compsa (Dall, 1927) => Strobiligera compsa (Dall, 1927)
- Inella dinea (Dall, 1927) => Strobiligera dinea (Dall, 1927)
- Inella enopla (Dall, 1927) => Strobiligera enopla (Dall, 1927)
- Inella gaesona (Dall, 1927) => Strobiligera gaesona (Dall, 1927)
- Inella granicostata Kosuge, 1962 => Latitriphora granicostata (Kosuge, 1962)
- Inella inflata (Watson, 1880) => Strobiligera inflata (Watson, 1880)
- Inella maxillaris (Hinds, 1843) => Latitriphora maxillaris (Hinds, 1843)
- Inella meteora (Dall, 1927) => Strobiligera meteora (Dall, 1927)
- Inella pompona (Dall, 1927) => Strobiligera pompona (Dall, 1927)
- Inella sentoma (Dall, 1927) => Strobiligera sentoma (Dall, 1927)
- Inella subfenestra Kosuge, 1962 => Subulophora subfenestra (Kosuge, 1962)
- Inella torticula (Dall, 1881) => Strobiligera torticula (Dall, 1881)
- Inella xystica Jousseaume, 1884 => Aclophora xystica (Jousseaume, 1884)